# ابوظبی
ابوظبی (به عربی: أبوظبی) پایتخت امارات متحده عربی است.

## وجه تسمیه
وجه تسمیهٔ این امارت به «ابوظبی» از آنجاست که به علت وجود آب شیرین در دوران قدیم، گله‌ای از (ظباء) یعنی آهو، پیش از ورود انسان به این منطقه در آنجا وجود داشته‌است. در سال ۱۷۶۱ قبیلهٔ بنی یاس پس از پیدا کردن آب شیرین در منطقه ساکن می‌شوند و نام منطقه را به خاطر وجود آهو «ظباء» ابوظبی می‌گذارند.

## جغرافیا
امارت ابوظبی میان خط عرض ۲۲٫۵ شمالی، و خط طول ۵۱ و ۵۵ درجه شرقی از نصف‌النهار مبدأ واقع شده‌است. و بزرگ‌ترین امارت هفت‌گانهٔ کشور امارات متحدهٔ عربی است. نام قدیم ابوظبی «ام‌النار» است.
مساحت آن حدود ۶۷٬۳۴۰ کیلومتر مربع می‌باشد، و در حدود ۸۶٫۷٪ از مساحت خاک امارات متحدهٔ عربی را دربردارد، و در ساحل جنوبی خلیج فارس واقع شده‌است.
شهر ابوظبی در قسمت جنوب شرقی شبه جزیره عربستان و در مجاورت خلیج فارس قرار گرفته‌است. این شهر روی جزیره ای قرار گرفته‌است که کمتر از ۲۵۰ متر (۸۲۰ فوت) با سرزمین اصلی فاصله دارد و از طریق پل‌های مقتا و مصفا به سرزمین اصلی می‌پیوندد. پل سومی، به نام پل شیخ زاید، که توسط زاها حدید طراحی شد، در اواخر سال ۲۰۱۰ افتتاح شد . همچنین جزیره ابوظبی توسط یک پل بزرگراهی پنج خطه به جزیره سعدیات متصل می‌شود. پل المفرق شهر را به جزیره ریم وصل می‌کند که در ابتدای سال ۲۰۱۱ تکمیل گردید. این پل یک مسیر مواصلاتی چند لایه ۲۷ خطه است که در هر ساعت به حدود ۲۵۰۰۰ خودرو امکان حرکت می‌دهد. در این پروژه سه پل اصلی وجود دارد که بزرگ‌ترین آنها هشت خط دارد که چهار پل از شهر ابوظبی خارج و چهار پل به آن وارد می‌شوند. 

## پایتخت دولت امارات متحده
شهر «ابوظبی» پایتخت کشور امارات متحدهٔ عربی است و در سال ۲۰۰۹ با پیشی گرفتن از نیویورک و پاریس به عنوان دومین شهر گران جهان برای مسافران اعلام شد. ابوظبی در سال ۲۰۰۸ پنجمین شهر گران جهان محسوب می‌شد که یکی از هفت امیرنشین (امارت) می‌باشد: ابوظبی، دبی، شارجه، عجمان، ام‌القوین، رأس‌الخیمه، فجیره.

### مناطق ابوظبی
شهر ابوظبی مرکز این امارت است و از سه منطقهٔ اصلی تشکیل شده‌است:
- ۱: «منطقهٔ ابوظبی» شامل شهر ابوظبی، پایتخت کشور امارات.[۶]
- ۲: «منطقهٔ شرقی» شامل شهر العین و توابع.[۶]
- ۳: «منطقهٔ غربی» شامل شهر بدع زاید و توابع.[۶]

## جزیره‌های توابع ابوظبی

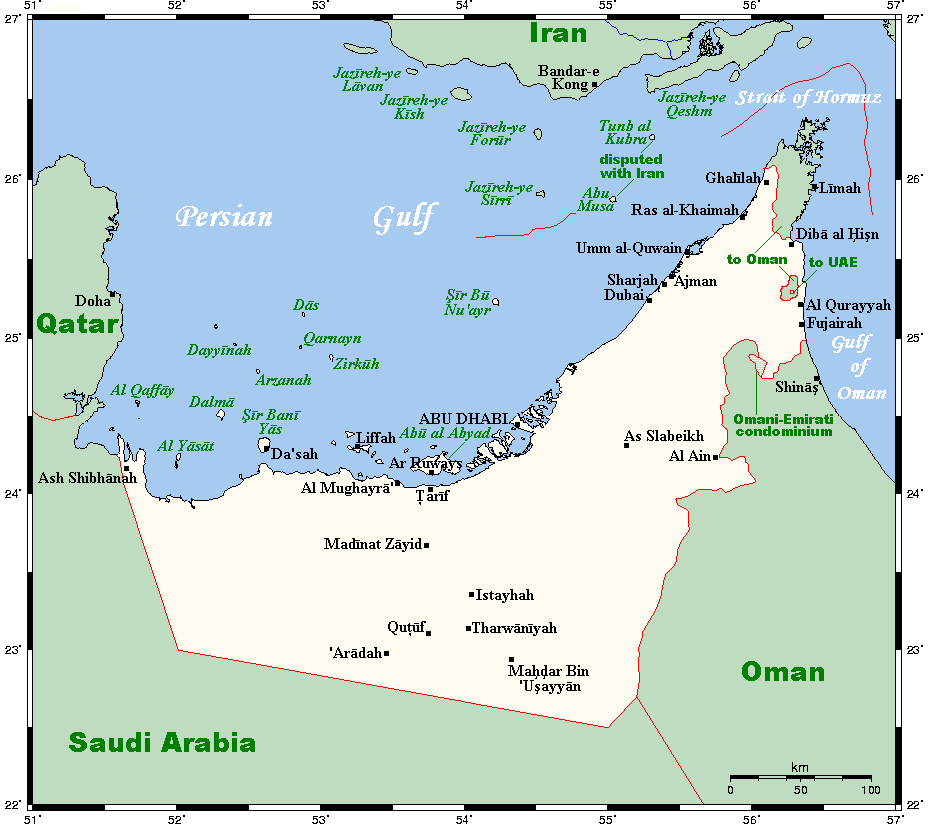

- جزیرهٔ ارزنه
- جزیرهٔ الفییّی
- بزم غربی
- بوکشیشه
- جزیرهٔ ابوظبی
- جزیرهٔ داس
- جنانه
- حالة المُبَرَّز
- حالة حَیل
- دلما
- زرکوه
- سعدیات
- شویهات (مشهت)
- صیر بنی یاس
- قفای
- مَرَوَح
- یاسات سفلی و علیا

## شهرها و روستاهای توابع
| - شهر المرفاء - شهر غیاثی. - شهر مدینة زاید. - شهر الرویس. - شهر لیوا. - أم النار. - شهر العین - شهر بدع زاید. - الظفره. - مدینة بنی یاس. - طریف. - خصیفه. | - المفرق. - مدینة الرحبة. - السمحه. - مدینة خلیفه. - الشهامه. - الختم. - رماح. - الخزنه. - سیح شعیب. - جبل الظنة. - بینونه. | - الحمره. - القفاء. - الرّباض. - منادر الرّباض. - البطین. - عرارة. - الماریة. - المغرب. - سبخة مّطی. - المجّن. - بدع المطاوعة. - بدع زاید. |  |

| حاکمان ابوظبی                                                                   |
|                                                                                 |
| سلسله حاکمان ابوظبی                                                             |
| ذیاب بن عیسی بن نهیان آل نهیان، تاریخ حکومت:۱۷۶۱ تا سال۱۷۹۳ (میلادی)            |
| شخبوط بن ذیاب بن عیسی آل نهیان، تاریخ حکومت:از ۱۷۹۳ تا سال ۱۸۱۶ (میلادی)        |
| محمد بن شخبوط بن ذیاب بن عیسی آل نهیان، تاریخ حکومت: ۱۸۱۶ تاسال ۱۸۱۸ (میلادی)   |
| طحنون بن شخبوط بن ذیاب بن عیسی آل نهیان، تاریخ حکومت: ۱۸۱۸ تا سال ۱۸۳۳ (میلادی) |
| خلیفه بن شخبوط بن ذیاب آل نهیان، تاریخ حکومت: ۱۸۳۳ تا سال ۱۸۴۵(میلادی)          |
| سعید بن طحنون آل نهیان، تاریخ حکومت:۱۸۴۵ تا سال ۱۸۵۵ (میلادی)                   |
| زاید بن خلیفه آل نهیان، تاریخ حکومت:۱۸۵۵ تا سال ۱۹۰۹ (میلادی)                   |
| طحنون بن زاید بن خلیفه آل نهیان، تاریخ حکومت:۱۹۰۹ تا سال ۱۹۱۲ (میلادی)          |
| حمدان بن زايد بن خليفه آل نهيان، تاریخ حکومت:۱۹۱۲ تا سال ۱۹۲۲ (میلادی)          |
| سلطان بن زاید بن خلیفه آل نهیان،تاریخ حکومت:۱۹۲۲ تا سال ۱۹۲۶ (میلادی)           |
| صقر بن زايد آل نهيان، تاریخ حکومت:۱۹۲۶ تا سال ۱۹۲۸ (میلادی)                     |
| شخبوط بن سلطان آل نهیان، تاریخ حکومت: ۱۹۲۸ تا سال ۱۹۶۶ (میلادی)                 |
| زايد بن سلطان آل نهيان، تاریخ حکومت: ۱۹۶۶ تا سال ۲۰۰۴ (میلادی)                  |
| خلیفه بن زاید آل نهیان، تاریخ حکومت: ۲۰۰۴ تا ۲۰۲۲                               |
| محمد بن زاید آل نهیان، تاریخ حکومت: ۲۰۲۲ تاکنون                                 |

### حاکمان ابوظبی
حاکم إمارت أبوظبی «شیخ محمد بن زاید بن سلطان آل نهیان» و رئیس دولت امارات عربی متحده است که پس از درگذشت «شیخ خلیفه بن زاید بن سلطان آل نهیان» بتاریخ ۲۳ اردیبهشت ۱۴۰۱ خورشیدی (۱۳ می ۲۰۲۲ میلادی) به ریاست امارات متحده عربی برگزیده شد.
خانواده آل نهیان بر ابوظبی حکمرانی می‌کنند.

## آثار تاریخی
در امارت ابوظبی جاهای تاریخی زیادی وجود دارد که شامل قلعه‌های تاریخی و موزه‌های ملی در سراسر منطقه هستند:
- قصر الحصن.
- حصن جسر المقطع.
- قریة التراث.
- کورنیش أبوظبی.
- قصر الامارات.

## نگارخانه
نیاز به منبع

## فهرست منابع و مآخذ
- دکتر:عبدالله، مرسی، محمد الامارات العربیة و جیرانها دارالقلم: کویت، چاب اول، انتشار سال ۱۹۸۱ میلادی. (به عربی).
- الشیخ، عارف، اسماء من الخلیج، چاپ اول، چاپخانه البیان، دبی: تاریخ انتشار ۱۹۸۲ میلادی.
- دکتر: رحمه، عبدالله، بن عبدالرحمن، “ (الامارات فی ذاکرة ابنائها) “، ج۳. سال انتشار ۱۹۹۰ میلادی به (عربی).
- دکتر: زاهیه، وهبة، (شُبه الجَزیرَة العَربیَة) دارالنهضة العربیة للطباعة والنشر، چاپ و انتشار سال ۱۹۷۷ میلادی.
- ثیسجر، ویلفرد. ملقب به مبارک بن لندن، (الرمال العربیة) ، منشورات موتیف آیت للنشر چاپ وانتشار سال ۱۹۹۱ میلادی به (عربی).
- دکتر:ادوارد، هندرسون، “ (ذکریات عن دولة الإمارات و سلطنة عمان) “، چاپ موتیف آیت للنشر، مطبعة راشد، عجمان ۱۹۸۸ میلادی.